# Golovo
Golovo (en serbe cyrillique : Голово) est un village de Serbie situé dans la municipalité de Čajetina, district de Zlatibor. Au recensement de 2011, il comptait 170 habitants.

## Histoire
Golovo a été fondé au XVIIIe siècle.

## Démographie
| 1948 | 1953 | 1961 | 1971 | 1981 | 1991 | 2002 | 2011 |
| ---- | ---- | ---- | ---- | ---- | ---- | ---- | ---- |
| 680  | 744  | 639  | 542  | 432  | 305  | 212  | 170  |

|  |